# Fartein Valen
Fartein Valen (Stavanger, 25 agosto 1887 – Haugesund, 14 dicembre 1952) è stato un compositore norvegese, notevole per il suo lavoro nella musica atonale polifonica. Sviluppò una polifonia simile al contrappunto di Bach, ma basata sull'elaborazione tematica e sulla dissonanza piuttosto che sulla progressione armonica.

## Biografia

### Primi anni
Valen nacque a Stavanger, in Norvegia nel 1887 in una famiglia religiosa profondamente cristiana e mantenne le sue convinzioni religiose per tutta la vita. I suoi genitori erano missionari e trascorse cinque anni della sua infanzia in Madagascar. Oltre alla sua attitudine per la musica, era anche una poliglotta, padroneggiando almeno nove lingue. Conseguì il suo examen artium con il massimo dei voti in tutte le materie, ad eccezione della matematica. Amava i gatti, la natura e la letteratura, coltivava le rose (sviluppava persino un ibrido pluripremiato) e dopo averle perse in un devastante congelamento si dedicò ai cactus in crescita.

### Carriera musicale
Nel 1906 Valen si trasferì a Oslo per studiare letteratura e lingua norvegese, ma prese anche lezioni con Catharinus Elling (1858–1942) al Conservatorio di musica di Oslo, laureandosi in musica d'organo. Nel 1909 si trasferì a Berlino per studiare pianoforte, teoria e composizione all'Accademia di musica con (tra gli altri) Max Bruch. Mentre si trovava a Berlino lavorò su esercizi sia in contrappunto tonale che atonale.
Nel 1916 tornò in Norvegia e si stabilì nella sua tenuta di famiglia con sua madre e sua sorella nel Sunnhordland, dove iniziò la fase più produttiva della sua carriera, sfornando più di 25.000 studi per pianoforte (anche se non sono tra le sue opere ufficiali), pur continuando a perfezionare il suo contrappunto dissonante. Il contrappunto ha somiglianze con quello di J.S. Bach e Arnold Schönberg, anche se le prove rivelano che sono stati sviluppati indipendentemente.
Dopo la morte di sua madre Valen viaggiò a Roma e Parigi negli anni '20, ottenendo molta ispirazione dalla ricchezza dell'arte e dell'architettura. Il suo lavoro diventò più controverso tra molti critici conservatori, con grande disappunto di Valen. Nel 1924 tornò a Oslo e dal 1927 al 1936 lavorò come archivista musicale all'Università di Oslo. Nel 1935 il governo gli concesse una sovvenzione semipermanente per i compositori. Smise di insegnare e tornò a Sunnordord, affidandosi alle cure di sua sorella e iniziò a comporre a tempo pieno.
Dopo il 1948 il suo lavoro iniziò a ottenere un riconoscimento maggiore, sia in Norvegia che fuori. Tra gli altri, il pianista Glenn Gould diventò un grande ammiratore di Valen e scrisse in una lettera a Jane Fiedman della CBS Records al momento della sua registrazione della Sonata per pianoforte n. 2 di Valen, Sento davvero, per la prima volta in molti anni, che ho incontrato una figura importante nella musica del XX secolo. Valen non si sposò mai. Morì nel 1952 a Haugesund.

## Premio Fartein Valen
Il premio Fartein Valen è un premio musicale norvegese in memoria del compositore. La borsa di studio Valen di Fartein (Fartein Valen-stipendet) è una borsa di studio musicale norvegese associata. Il premio e la borsa di studio sono stati assegnati rispettivamente nel 1999 e nel 2002 e ora vengono assegnati ogni due anni. Tra i vincitori del passato figurano Arve Tellefsen e Ståle Kleiberg.

## Composizioni

### Sinfonie
- Sinfonia n. 1, Op. 30 (1937–39)
- Sinfonia n. 2, Op. 40 (1941–44)
- Sinfonia n. 3, Op. 41 (1944–46)
- Sinfonia n. 4, Op. 43 (1947–49)

### Orchestra
- Pastorale, Op. 11 (1929–30)
- Sonetto di Michelangelo, Op. 17 n. 1 (1932)
- Cantico di ringraziamento, Op. 17 n. 2 (1932–33)
- Nenia sulla morte d'un giovane, Op. 18 n. 1 (1932)
- An die Hoffnung, Op. 18 n. 2 (1933)
- Epithalamion, Op. 19 (1933)
- Le Cimetière marin, Op. 20 (1933–34)
- La Isla de las calmas, Op. 21 (1934)
- Ode til ensomheten (Ode to solitude), Op. 35 (1939)
- Concerto per violino, Op. 37 (1940)
- Concerto per pianoforte, Op. 44 (1949–50)

### Musica da camera
- Quartetto d'archi n. 0 (senza numero d'opera)
- Sonata per violino, Op. 3 (1917)
- Trio per violino, violoncello e pianoforte, Op. 5 (1917–24)
- Quartetto d'archi n. 1, Op. 10 (1928–29)
- Quartetto d'archi n. 2, Op. 13 (1930–31)
- Serenata per quintetto di fiati, Op. 42 (1946–47)

### Pianoforte
- Legende, Op. 1 (1907–08)
- Sonata per pianoforte n. 1, Op. 2 (1912)
- 4 Stücke, Op. 22 (1934–35)
- Variations, Op. 23 (1935–36)
- Gavotte e Musette, Op. 24 (1936)
- Preludio e fuga, Op. 28 (1937)
- Due preludi per pianoforte, Op. 29 (1937)
- Intermezzo, Op. 36 (1939–40)
- Sonata per pianoforte n. 2, Op. 38 (1940–41)

### Organo
- Preludio e fuga, Op. 33 (1939)
- Pastorale, Op. 34 (1939)

### Corale
- Psalm 121, Op. 2 (1911)
- Hvad est du dog skiøn, mottetto per coro misto a cappella, Op. 12 (1930)
- Due mottetti per coro femminile a cappella (Quomodo sedet sola civitas and Regina coeli laetare, Op. 14 (1931)
- Due mottetti per coro maschile a cappella (O Salutaris Hostia and Quia vidisti me), Op. 15 (1931)
- Due mottetti per coro misto a cappella (Etdices in die illa and Deus noster refugium et virtus), Op. 16 (1931–32)
- Kom regn fra det høie, mottetto per coro femminile a cappella, Op. 25 (1936)
- O store Konge, Davids Søn, mottetto per coro misto a cappella, Op. 26 (1936–37)
- Vaagn op, min Sjæl, mottetto per coro misto a cappella, Op. 27 (1937)

### Canzoni per orchestra
- Ave Maria, Op. 4 (1917–21)
- Mignon: Zwei Gedichte von Goethe, Op. 7 (1925–27)
- Zwei Chinesische Gedichte, Op. 8 (1925–27)
- Darest Thou now, o Soul, Op. 9 (1920–28)
- La noche oscura del alma, Op. 32 (1939)

### Canzoni per pianoforte e voce
- Drei Gedichte von Goethe, Op. 6 (1925–27)
- Zwei Lieder, per soprano e pianoforte, Op. 31 (1939)
- Zwei Lieder, per soprano e pianoforte, Op. 39 (1941)